# Roberta (Geórgia)
Roberta é uma cidade localizada no estado americano de Geórgia, no Condado de Crawford.

## Demografia
Segundo o censo americano de 2000, a sua população era de 808 habitantes.
Em 2006, foi estimada uma população de 775, um decréscimo de 33 (-4.1%).

## Geografia
De acordo com o United States Census Bureau tem uma área de 3,8 km², dos quais 3,8 km² cobertos por terra e 0,0 km² cobertos por água. Roberta localiza-se a aproximadamente 154 m acima do nível do mar.

## Localidades na vizinhança
O diagrama seguinte representa as localidades num raio de 28 km ao redor de Roberta.